# Melanolophia piura
Melanolophia piura là một loài bướm đêm trong họ Geometridae.